# Fosfataza alkaliczna

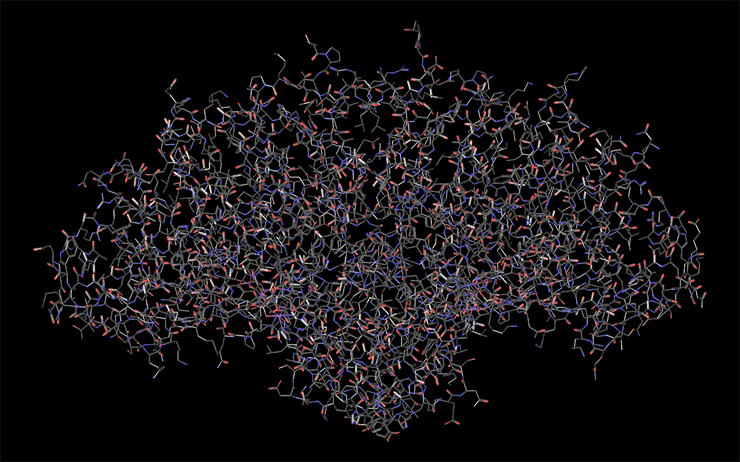
Model fosfatazy alkalicznej

Fosfataza alkaliczna (fosfataza zasadowa, ALP, Enzyme entry: EC 3.1.3.1, [w:] Enzyme nomenclature database [online], SIB Swiss Institute of Bioinformatics (ang.).) – enzym z klasy hydrolaz o aktywności fosfatazy. Jej rola polega głównie na katalizowaniu defosforylacji różnych estrów fosforanowych. Optymalnie działa w środowisku zasadowym.
W surowicy krwi pochodzi z następujących źródeł:
- frakcja kostna – 50-60% ogólnego poziomu, zwana również frakcją termolabilną (związek termolabilny)
- frakcja jelitowa – ok. 30% ogółu
- frakcja wątrobowa – 10-20% ogółu

Przyczyną zwiększenia jej zawartości w krwi może być:
- nadmierna aktywność osteoblastów (choroba Pageta, nadczynność przytarczyc, nowotwory pierwotne i przerzutowe kości, niedobór witaminy D),
- upośledzenie wydalania żółci (zamknięcie dróg żółciowych przez kamień lub nowotwór, cholestaza wewnątrzwątrobowa),
- wzmożona produkcja przez niektóre nowotwory (objaw paranowotworowy).